# Tamara Wolf (Skirennfahrerin)
Tamara Wolf (* 3. November 1985) ist eine ehemalige Schweizer Skirennfahrerin. Sie wurde 2003 Juniorenweltmeisterin in der Abfahrt und erreichte einen Top-10-Platz im Weltcup. Ihre Karriere war mehrmals durch Verletzungen unterbrochen.

## Biografie
Tamara Wolf nahm ab dem Winter 2000/2001 an FIS-Rennen sowie nationalen Meisterschaften teil. Die ersten Europacuprennen fuhr sie im März 2002. Nach ihrem ersten Sieg und mehreren Podestplätzen in FIS-Rennen sowie drei Top-20-Platzierungen im Europacup konnte die damals 17-Jährige auch bei den Juniorenweltmeisterschaften 2003 in Frankreich starten. Dort gewann sie am ersten Wettkampftag die Goldmedaille in der Abfahrt vor den um ein Jahr älteren US-Amerikanerinnen Lindsey Kildow und Julia Mancuso. Im Riesenslalom belegte sie Rang 17 und im Super-G Platz 19. Als Juniorenweltmeisterin durfte sie in der Abfahrt auch am Weltcupfinal in Lillehammer teilnehmen. Bei ihrem Weltcupdebüt belegte sie den 19. Platz. Die Stiftung Schweizer Sporthilfe zeichnete Wolf als Nachwuchsathletin des Jahres 2003 aus.
In den folgenden Jahren wurde die Karriere der Schweizer Nachwuchshoffnung mehrmals durch schwere Verletzungen unterbrochen. Im August 2003 zog sie sich beim Training im argentinischen Las Leñas einen Kreuzbandriss zu, weshalb sie den gesamten Winter 2003/2004 pausieren musste. Die nächste Saison 2004/2005 war für die Schweizerin bereits Ende Januar zu Ende, als sie bei einem Sturz im FIS-Riesenslalom in Sestola einen Wadenbeinbruch erlitt. Ihr zweites Comeback im Winter 2005/2006 wurde wieder Ende Januar unterbrochen, als sie im Europacuptraining in Megève eine Gehirnerschütterung und einen Knochenabriss im Oberarm erlitt. Nach einer sechswöchigen Pause nahm sie wieder an Wettkämpfen teil und erreichte am 17. März 2006 mit Platz drei in der Abfahrt von Zauchensee ihren ersten Podestplatz im Europacup. Im nächsten Winter durfte sie dann in Zauchensee auch zum zweiten Mal in ihrer Karriere an einem Weltcuprennen teilnehmen. In dieser Abfahrt am 13. Januar 2007 überraschte die damals 21-jährige Schweizerin, als sie mit Startnummer 45 auf den achten Platz fuhr. In der Folge kam sie zu weiteren Weltcupeinsätzen und konnte mehrmals punkten, vermochte aber ihr gutes Resultat von Zauchensee nicht zu wiederholen. Bei den Weltmeisterschaften 2007 im schwedischen Åre startete sie in der Super-Kombination und belegte Platz 26. Am 3. März 2007 ereilte Wolf erneut das Verletzungspech. Bei einem Sturz in der Weltcupabfahrt von Tarvis erlitt sie neben einer Gehirnerschütterung einen Innenbandriss im rechten Knie. Kurz vor ihrem geplanten Comeback im nächsten Winter zog sie sich im November 2007 im Training zur Weltcupabfahrt in Lake Louise einen Schien- und Wadenbeinbruch zu, worauf eine weitere, 15-monatige Wettkampfpause folgte.
Vor ihrem nächsten Comeback trainierte Wolf ab Sommer 2008 mit dem in der Schweiz lebenden Österreicher Karl Frehsner. Die Zusammenarbeit trug Früchte, und Wolf gewann bei der Universiade im Februar 2009 im chinesischen Harbin – wo sie zum ersten Mal seit fast zwei Jahren wieder an Wettkämpfen teilnahm – zwei Goldmedaillen in der Abfahrt und im Super-G. Im Winter 2009/2010 blieben grössere Erfolge – abgesehen von zwei Siegen in FIS-Rennen – jedoch aus. Im Europacup erreichte sie oftmals nicht oder nur knapp die Punkteränge, und so verlor sie nach Saisonende ihren Platz im Swiss-Ski-Kader. Sie startete aber weiterhin im Europacup und gewann am 16. Dezember 2010 die Abfahrt von St. Moritz. Drei Wochen danach erlitt Wolf erneut eine schwere Verletzung. Bei einem Sturz im Slalomtraining in Zuoz zog sie sich einen Riss des Innenbandes und einen Einriss des hinteren Kreuzbandes im linken Knie zu, weshalb sie wieder eine Saison verletzungsbedingt vorzeitig beenden musste.
Nachdem sie sich im Januar 2011 im Slalomtraining in Zuoz das Seitenband gerissen hatte, gab Wolf Anfang Mai 2011 ihren Rücktritt vom Spitzensport bekannt. Als Gründe wurden die erneute Verletzung, die verpasste Selektion für das Swiss-Ski-Kader für die Saison 2011/2012 und berufliche Prioritäten genannt.

## Erfolge

### Weltmeisterschaften
- Åre 2007: 26. Super-Kombination

### Juniorenweltmeisterschaften
- Briançonnais 2003: 1. Abfahrt, 17. Riesenslalom, 19. Super-G

### Weltcup
- 1 Top-10- und eine weitere Top-20-Platzierung

### Europacup
- Saison 2005/06: 10. Abfahrtswertung

- 2 Podestplätze, davon 1 Sieg:

| Datum             | Ort        | Land    | Disziplin |
| ----------------- | ---------- | ------- | --------- |
| 16. Dezember 2010 | St. Moritz | Schweiz | Abfahrt   |

### Weitere Erfolge
- Goldmedaille in der Abfahrt und im Super-G bei der Universiade 2009
- 5 Siege in FIS-Rennen
- Nachwuchsathletin des Jahres 2003